# Щелкун Паррейса
Щелкун Паррейса (лат. Calais parreysii) — жук семейства Щелкуны, отряда Жесткокрылые.

## Описание
Крупнейший представитель фауны щелкунов на территории бывшего СССР. Длина тела 25 — 30 мм. Тело удлинённое, сверху чёрного цвета, покрыто густыми белыми и чёрными чешуйками, образующими пёстрый рисунок. Преднеспинка белая, с двумя небольшими пятнами чёрного цвета. Надкрылья спереди по бокам — белые, с отдельными чёрными точками, сзади надкрылья — чёрные, с белыми точками.

## Ареал
Украина (известен только с южных склонов Главной гряды Крымских гор), Грузия, Азербайджан, Греция, Турция, Сирия, Иран. В России встречается на Черноморском побережье Кавказа на север до Геленджика. Большинство находок на территории России сделано до 1955 года.

## Местообитания
Обитает в сосновых лесах, глухих зарослях в увлажненных местах.

## Время лёта
Жуки летают в конце мая — начале июня.

## Размножение
Размножение не изучено.
Личинки развиваются в древесине старых гнилых поваленных деревьев, заселяет чаще сосны: крымскую (Pinus pallasiana) и калабрийскую (Pinus brutia). Личинка — активный хищник, питается насекомыми, живущими в гнилой древесине.

## Замечания по охране
Занесён в Красную книгу России (I категория — находящийся под угрозой исчезновения вид.)
Занесён в Красную книгу Украины